# A Special Night with Demi Lovato
A Special Night with Demi Lovato nebo také Unbroken Tour, je turné americké zpěvačky Demi Lovato. Turné tvoří 23 živých vystoupení ve 23 různých destinacích Ameriky, které mají za cíl podpořit její nově vyšlé album "Unbroken", které vyšlo 20. září. Demi tak zde zazpívá největší hity z tohoto alba. Vstupenky na toto turné budou v prodeji od 14. října.
Dva koncerty z "An Evening with Demi Lovato", které se uskutečnily už v září, nejsou součástí turné. S tímto turné mají společné jen to, že také sloužili k podpoře jejího nového alba. Prodej vstupenek na tyto dva samostatné koncerty začal 26. srpna. Oba koncerty byly vyprodány.

## Seznam písní

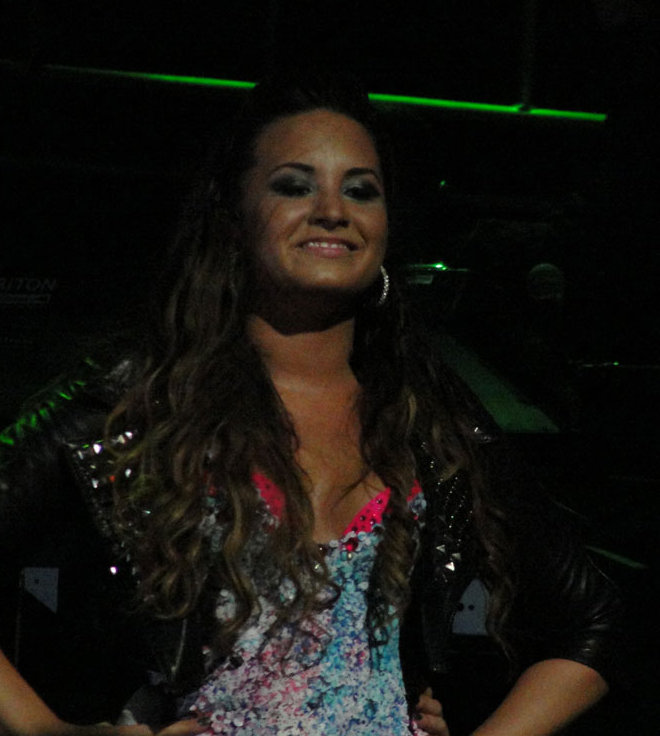
Demi zpívá píseň "La La Land" na koncertě v LA

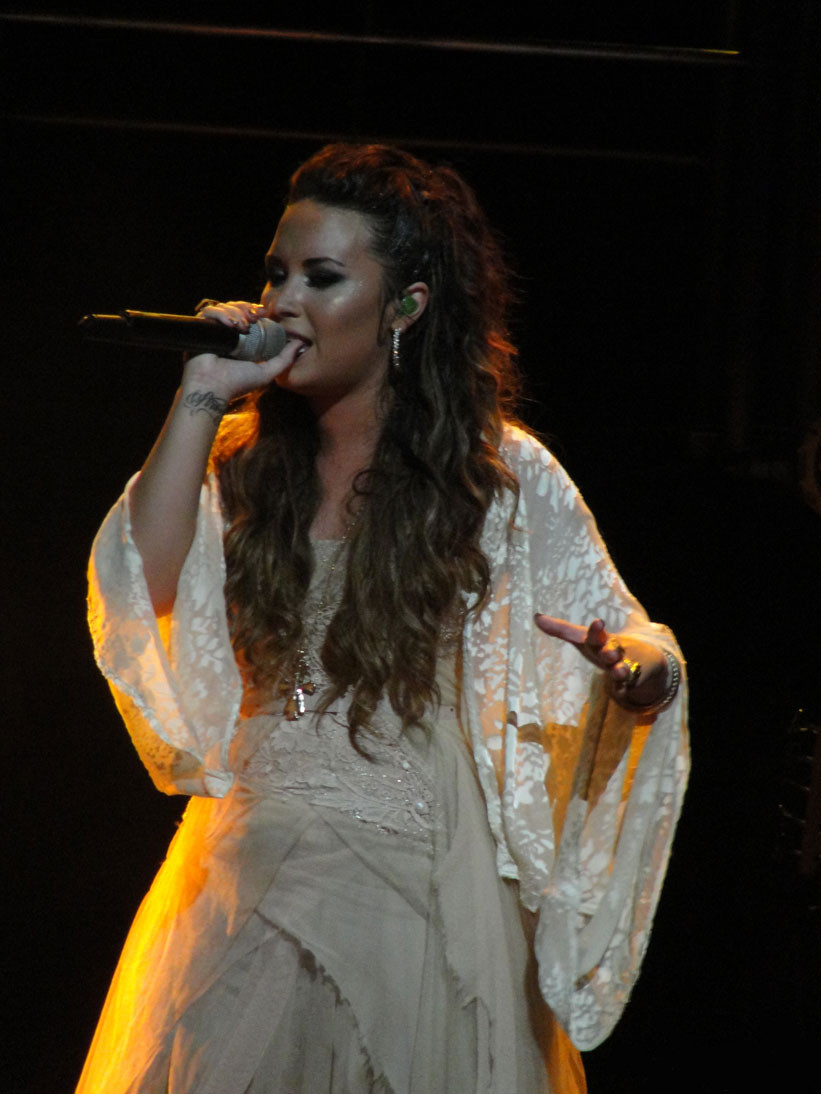
Demi zpívá píseň "Together" v aréně Club Nokia na koncertě v LA

- Tento seznam písní je platný pro dva zářijové koncerty

1. "All Night Long"
2. "Got Dynamite"
3. "Hold Up"
4. "Medley (Catch Me/Don't Forget)"
5. "Who's That Boy"
6. "You're My Only Shorty"
7. "My Love Is Like A Star"
8. "Medley (Get Back/Here We Go Again/La La Land)"
9. "Lightweight"
10. "Skyscraper"
11. "Fix a Heart"
12. "How To Love" (píseň od Lila Wayna)
13. "Together"
14. "Remember December"
15. "Unbroken"

- Tento seznam písní je platný pro A Special Night with Demi Lovato

1. "All Night Long"
2. "Got Dynamite"
3. "Hold Up"
4. "Medley (Catch Me/Don't Forget)"
5. "Who's That Boy"
6. "My Love Is Like a Star"
7. "Fix a Heart"
8. "Medley (Get Back/Here We Go Again/La La Land)"
9. "Lightweight"
10. "Skyscraper"
11. "Moves Like Jagger" (píseň od Maroon 5)
12. "Give Your Heart A Break" (v Portoriku)
13. "Together"
14. "Unbroken"
15. "Remember December"

## Turné v datech
| Datum           | Město           | Země                   | Místo konání         |
| Severní Amerika | Severní Amerika | Severní Amerika        | Severní Amerika      |
| --------------- | --------------- | ---------------------- | -------------------- |
| 17. září 2011   | New York        | Spojené státy americké | Hammerstein Ballroom |
| 23. září 2011   | Los Angeles     | Spojené státy americké | Club Nokia           |

| Datum              | Město             | Země                   | Místo konání                                    |
| Severní Amerika    | Severní Amerika   | Severní Amerika        | Severní Amerika                                 |
| ------------------ | ----------------- | ---------------------- | ----------------------------------------------- |
| 16. listopadu 2011 | Detroit           | Spojené státy americké | Fox Theatre                                     |
| 18. listopadu 2011 | Mashantucket      | Spojené státy americké | Foxwoods Resort Casino                          |
| 19. listopadu 2011 | Hershey           | Spojené státy americké | Hershey Theatre                                 |
| 22. listopadu 2011 | Kansas City       | Spojené státy americké | The Midland                                     |
| 25. listopadu 2011 | Houston           | Spojené státy americké | Verizon Wireless Theater                        |
| 26. listopadu 2011 | Grand Prairie     | Spojené státy americké | Verizon Theatre at Grand Prairie                |
| 27. listopadu 2011 | New Orleans       | Spojené státy americké | Mahalia Jackson Theater for the Performing Arts |
| 29. listopadu 2011 | St Louis          | Spojené státy americké | Peabody Opera House                             |
| 1. prosince 2011   | Atlanta           | Spojené státy americké | Cobb Energy Performing Arts Centre              |
| 3. prosince 2011   | Chicago           | Spojené státy americké | Rosemont Theater                                |
| 5. prosince 2011   | Indianapolis      | Spojené státy americké | Egyptian Room at the Murat Theatre              |
| 6. prosince 2011   | Buffalo           | Spojené státy americké | First Niagara Center                            |
| 7. prosince 2011   | Philadelphia      | Spojené státy americké | Wells Fargo Center                              |
| 8. prosince 2011   | Lowell            | Spojené státy americké | Tsongas Arena                                   |
| 9. prosince 2011   | New York City     | Spojené státy americké | Madison Square Garden                           |
| 10. prosince 2011  | Sunrise           | Spojené státy americké | Bank Atlantic Center                            |
| 11. prosince 2011  | Tampa             | Spojené státy americké | St. Pete Times Forum                            |
| Karibik            |                   |                        |                                                 |
| 16. prosince 2011  | Hato Rey          | Portoriko              | José Miguel Agrelot Coliseum                    |
| Jižní Amerika      |                   |                        |                                                 |
| 4. února 2012      | Iquique           | Chile                  | Estadio Tierra de Campeones                     |
| Severní Amerika    |                   |                        |                                                 |
| 2. března 2012     | Plant City        | Spojené státy americké | Florida Strawberry Festival                     |
| 4. března 2012     | Hidalgo           | Spojené státy americké | State Farm Arena                                |
| Jižní Amerika      |                   |                        |                                                 |
| 15. dubna 2012     | Caracas           | Venezuela              | UNIMET                                          |
| 17. dubna 2012     | Lima              | Peru                   | Jockey Club                                     |
| 24. dubna 2012     | Santiago de Chile | Chile                  | Movistar Arena                                  |
| 26. dubna 2012     | Asunción          | Paraguay               | Court Central Yatch and Golf Club               |
| 28. dubna 2012     | Buenos Aires      | Argentina              | Estadio Cubierto Malvinas Argentinas            |